# Аскорбінометрія
Аскорбі́нометрі́я — титриметричний метод визначення кількості окисників шляхом їхнього титрування розчином аскорбінової кислоти.

## Визначення
При дії окисників аскорбінова кислота зворотньо перетворюється у дегідроаскорбінову:
{\displaystyle \mathrm {C_{6}H_{8}O_{6}-2e^{-}\rightleftarrows C_{6}H_{6}O_{6}+2H^{+}} }
Нормальний окисно-відновний потенціал системи складає 0,40 В і зменшується при збільшенні pH: 0,281 В при pH 2,04 та 0,106 при pH 5,75). Аскорбінова кислота є більш слабким відновником, аніж солі Cr(II), V(II), Ti(III).
При дії надто сильних окисників (дихроматів, перманганатів) аскорбінова кислота може окиснюватися до L-треонової та щавелевої кислот:
{\displaystyle \mathrm {C_{6}H_{8}O_{6}\longrightarrow C_{6}H_{6}O_{6}\longrightarrow HO{-}C(OH)C(OH)COOH+HOOC{-}COOH} }
Кінцеву точку титрування встановлюють за індикатором варіаміном синім (4-аміно-4-метоксидифеніламіном), який знебарвлюється в кінці титрування. Титр розчину кислоти встановлюють йодометрично.

## Застосування
За допомогою аскорбінометрії визначають вміст солей Fe(III), V(V), Ce(IV), Hg(II), Au(III), Pt(IV), Ag(I), а також йоду, хлоратів, броматів, ванадатів, деяких органічних сполук (нітро-, нітрозо-, азо-, іміносполук), а також розчиненого кисню.
Перевагою використання аскорбінометрії є відсутність необхідності створювати інертне середовище — визначення проводиться просто у відкритій колбі. Також аскорбінова кислота є порівняно стійким відновником і може слугувати як замінник тіосульфату натрію в йодометрії. Однак вона зазнає сильного впливу ензимів та дії ультрафіолетового випромінювання, тому її зберігають у прохолодному місці, у темних склянках, а для стабілізації стандартних розчинів додають невеликі кількості ЕДТА та мурашиної кислоти.